# Nice Nailantei Leng'ete
Nice Nailantei Leng'ete, née en 1991 à Kimana, est une militante kényane, agissant pour améliorer la condition des femmes et notamment pour mettre fin aux mutilations génitales féminines (MGF).

## Biographie
Nice Nailantei Leng'ete est originaire du village de Kimana, au Kenya, en pays maasaï, où elle grandit avec sa sœur Soila. Elle se retrouve orpheline à 7 ans, ayant perdu son père et sa mère. Elle est envoyée dans un orphelinat à 8 ans, reçoit une éducation et également une information sur la pratique de l'excision,. 
Témoin de l'excision d'autres filles, elle fugue à deux reprises du foyer, et, lors de la deuxième fugue, se réfugie chez son grand-père à qui elle explique son refus des mutilations. Elle réussit également à bénéficier d'une éducation secondaire puis à suivre une formation d'éducatrice au sein de l'ONG AMREF Flying Doctors,. 
Nice Nailantei Leng'ete est ainsi la première femme de son village à étudier au lycée. Avec le concours d'une partie des anciens de son village et de l'AMREF, elle fait la promotion de rites alternatifs de passage à l'âge adulte, sans mutilations, sans violence mais dans le respect des traditions ,,,.
Cette cérémonie alternative marque le passage à l’âge adulte d’environ 600 jeunes filles âgées de 10 à 17 ans. Vêtues de costumes traditionnels, celles-ci sont invitées à danser et à chanter aux rythmes d’airs familiers où elles ont pu préalablement poser des paroles qui témoignent de leurs messages féministes. Les participantes bénéficieront également d’une formation de trois jours autour des questions liées à la sexualité, la reproduction et les droits des femmes,.

## Engagements
Nice Nailantei Leng'ete est la première femme à s'adresser au conseil des anciens  maasaïs du Mont Kilimandjaro. Elle réussit à persuader ce conseil des anciens d'interdire les mutilations génitales féminines chez les Maasaïs, au Kenya et en Tanzanie. La pratique est également interdite par le gouvernement kényan en 2011, mais persiste dans les zones rurales. Celle-ci est cependant désormais passible d'une peine d'emprisonnement. 
Chaque année de jeunes filles décèdent des suites d’infections ou d’hémorragies associées à une mutilation génitale féminine (MGF). L’excision peut également être à l’origine de douleurs intenses lors de rapports sexuels et entraîner des complications pendant un accouchement. 
Le combat se poursuit alors village par village. En 2014, un conseil de leaders traditionnels massaï accepte d'écouter les arguments de la jeune militante, et décide de bannir l'excision. Selon les résultats d’une enquête démographique et de santé réalisée au Kenya sur cette période, une femme de 15 à 49 ans sur 5 a été victime d'excision.
Au fil des années, Nice Nailantei Leng'ete permet à environ 18 000 d'éviter des mutilations génitales,,. Elle se bat aussi contre les mariages forcés et pour l'éducation des jeunes filles. 